# Imposta sugli affari
L'imposta sugli affari è un tipo d'imposta prevista dalla classificazione amministrativa delle imposte erariali che prevede la distinzione tra imposte sugli affari, sulla produzione e su monopoli e lotto. 
Nel gruppo delle imposte sugli affari si distinguono due tipi di imposta:
- l'iva, imposta generale sugli scambi di beni servizi ad valorem che grava sui consumi
- l'imposta sul registro, il bollo e le assicurazioni, che vengono prelevate al momento in cui si stipulano contratti e atti giuridici.